# 377 a. C.
El año 377 a. C. fue un año del calendario romano prejuliano. En el Imperio romano se conocía como el Año del tribunado de Mamercino, Poplícola, Cicurino, Rufo (o Pretextato), Cincinato y Cincinato (o, menos frecuentemente año 377 Ab urbe condita).

## Acontecimientos

### Grecia
- Atenas, junto con otras muchas ciudades Estado, participa en la conformación de una nueva liga marítima en contra de Esparta.[1]
- Atenas, preparándose para la participación en la lucha espartano-tebana, reorganiza sus finanzas y su fiscalidad, inaugurando un sistema en el que los ciudadanos más ricos son responsables de la reelección de los impuestos para los menos ricos.
- La Paz de Antalcidas (387 a. C.), incluye una cláusula que garantiza su independencia a las ciudades griegas. El rey espartano Agesilao II usa esta cláusula como una excusa para forzar la disolución de la Liga beocia de Tebas. En dos asedios, reduce a Tebas casi a la inanición.
- Timoteo de Alejandría gana a los acarnanianos y los molosios como amigos de Atenas.

### Imperio persa
- Mausolo es nombrado el sátrapa persa de Caria.

## Fallecimientos
- Hecatomno, sátrapa de Caria y fundador de la Dinastía Hecatómnida